# Víctor Gutiérrez
Víctor Manuel Gutiérrez Castro (ur. 27 stycznia 1978 w Naucalpan) – meksykański piłkarz występujący na pozycji prawego obrońcy.

## Kariera klubowa
Gutiérrez jest wychowankiem stołecznego zespołu Cruz Azul. Początkowo występował w drugoligowych rezerwach klubu o nazwie Cruz Azul Hidalgo, natomiast w meksykańskiej Primera División zadebiutował 6 listopada 1999 w wygranym 4:2 meczu z Atlante. W tym samym sezonie, Invierno 1999, wywalczył ze swoją ekipą wicemistrzostwo Meksyku, jednak pozostawał rezerwowym drużyny, rozgrywając dwa spotkania. Miejsce w wyjściowej jedenastce wywalczył sobie dopiero za kadencji szkoleniowca José Luisa Trejo i w okresie tym był kluczowym graczem Cruz Azul. Premierowego gola w najwyższej klasie rozgrywkowej strzelił 15 września 2001 w pregranej 2:3 konfrontacji z Tigres UANL. W tym samym roku doszedł z Cruz Azul do dwumeczu finałowego Copa Libertadores, gdzie wystąpił w obydwóch spotkaniach, jednak jego zespół przegrał ostatecznie po rzutach karnych z Boca Juniors.
Latem 2004 Gutiérrez został ściągnięty przez byłego trenera z Cruz Azul, José Luisa Trejo, do ekipy Jaguares de Chiapas, w której spędził rok, nie odnosząc większych sukcesów. W lipcu 2005 podpisał umowę z Club Necaxa, gdzie pełnił na ogół rolę rezerwowego. W 2007 roku wygrał z Necaxą rozgrywki InterLigi, dzięki czemu mógł wziąć udział w Copa Libertadores – tam zespół prowadzony przez José Luisa Trejo odpadł w 1/8 finału. Jesienią tego samego roku pozostawał bez klubu, po czym zdecydował się przejść do paragwajskiego klubu 2 de Mayo, którego barwy reprezentował przez pół roku. Karierę zakończył w drugoligowym Cruz Azul Hidalgo w wieku 31 lat.

## Kariera reprezentacyjna
W seniorskiej reprezentacji Meksyku Gutiérrez zadebiutował 1 lipca 2001 w wygranym 1:0 spotkaniu z USA, wchodzącym w skład eliminacji do Mistrzostw Świata 2002, na które jego kadra ostatecznie się zakwalifikowała. W 2002 roku został powołany przez selekcjonera Javiera Aguirre na Złoty Puchar CONCACAF, gdzie rozegrał wszystkie trzy mecze, natomiast Meksykanie odpadli w ćwierćfinale. Swój bilans reprezentacyjny Gutiérrez zamknął na pięciu rozegranych konfrontacjach bez zdobytej bramki.